# 贾瓦哈拉尔·尼赫鲁
贾瓦哈拉尔·尼赫鲁（1889年11月14日—1964年5月27日），是印度独立后第一任总理，也是印度在位时间最長的總理，1952年印度第一次大選獲勝，连任总理。他是印度獨立運動的领导人，主張印度要從大英帝國獨立，同時更為人所知的是作為不結盟運動的創始人。
印度於1947年獨立，尼赫魯當選為印度獨立後首任總理。尼赫魯在印度獨立運動中扮演著關鍵角色，同時被甘地信任而得以成為他的繼任者。尼赫鲁终其一生都是費邊主義的倡导者。作為總理，尼赫魯在1950年《印度憲法》頒布後，實施了對經濟、社會和政治的改革計劃。尼赫魯負責監督印度向共和國的過渡，使印度的民主政治和多黨制制度化。在外交方面，尼赫魯在不結盟運動中發揮了領導作用。印度獨立後，尼赫鲁一直重視公共部門的表現，使得他的經濟政策充滿社會主義色彩。尼赫魯的立場被視為親近蘇聯，疏遠美國及親美國家，使其主導的不結盟運動亦被視為相似立場；1956年他對英、法入侵埃及強烈斥責，但對同年蘇聯入侵匈牙利則不置一詞。
尼赫魯的政治成就，可總結為創立政教分離的印度、一個议会制的民主共和国，以及賦予各種姓平等的公民權。
他的政治思想被称为尼赫鲁主义。

## 名字称呼
。他活躍於第二次世界大戰後的國際政治舞台上，經常被人稱呼为「博學者尼赫魯」（पंडित Pandit，潘迪特（班智达）在梵語及英語等语言中有大博學者的意思），尤其在印度，他更被稱呼為「偉大的學者」（पंडित जी Panditji，加上जी ji一詞表示尊敬）。

## 早年生活

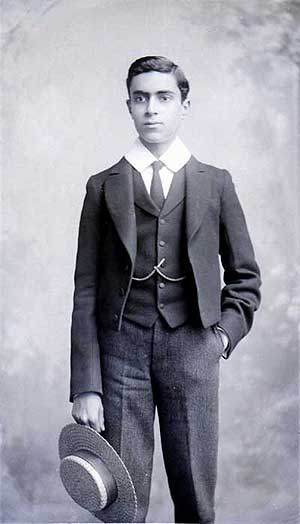
1905年的尼赫魯

尼赫鲁出身於克什米尔的一个富裕的婆罗门家庭，是家中长子，父親是印度最傑出的律師之一。尼赫魯將他的童年描述為「受庇護和安逸的童年」。尼赫魯的名賈瓦哈拉爾（Javāharlāl）是波斯語中「紅寶石」的意思，姓尼赫魯的原因則是因為祖先受蒙兀兒皇帝垂青賜予其祖先居所在運河而搬遷到運河邊，因而改名，所以尼赫魯代表「運河」之意。贾瓦哈拉尔·尼赫鲁從字面上翻譯意為運河的紅寶石。尼赫鲁的父親使尼赫鲁在16岁以前由私人家庭教师教育。

### 青年
尼赫魯在年輕時成為一位熱情的國族主義者。第二次布爾戰爭和日俄戰爭增加了他的這種感情。後來，當尼赫魯於1905年在哈羅公學接受教育時，他受到了G·M·特里維廉的加里波第著作的影響。尼赫魯把加里波第視為革命英雄。

### 教育

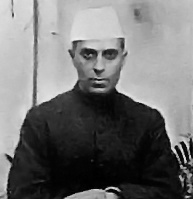
年輕時的尼赫魯

1905年尼赫鲁入英国哈罗公学学习，一開始年紀雖大但不懂拉丁語而被編入低年級，但他天資聰穎進步神速，一路升班，1907年入剑桥大学三一学院，雖主修自然學，但因劍橋環境而得以接觸更多關於歷史、社會、政治、經濟的研究，後來在1910年获荣誉学位。尼赫魯在1910年完成學業後，移居倫敦。在此期間，他繼續研究了費邊社學者的著作。1912年在伦敦內殿法學會取得律師資格，加入英國律師界。

### 法律實踐
1912年8月返回印度後，尼赫魯成為安拉阿巴德高等法院的辯護律師，並嘗試成為大律師。與父親不同的是，尼赫魯只對自己的職業有興趣，而對法律實踐並不熱衷。他對政治活動的參與將在未來幾年逐漸代替他的法律實踐。
1916年在家庭的包辦下，他和一位克什米爾商人的17歲女兒結婚。1917年生下他們的女兒英迪拉·甘地。1924年再育有一个儿子，但该孩子仅存活一个星期便告夭折。

## 早期政治生涯

### 第一次世界大戰

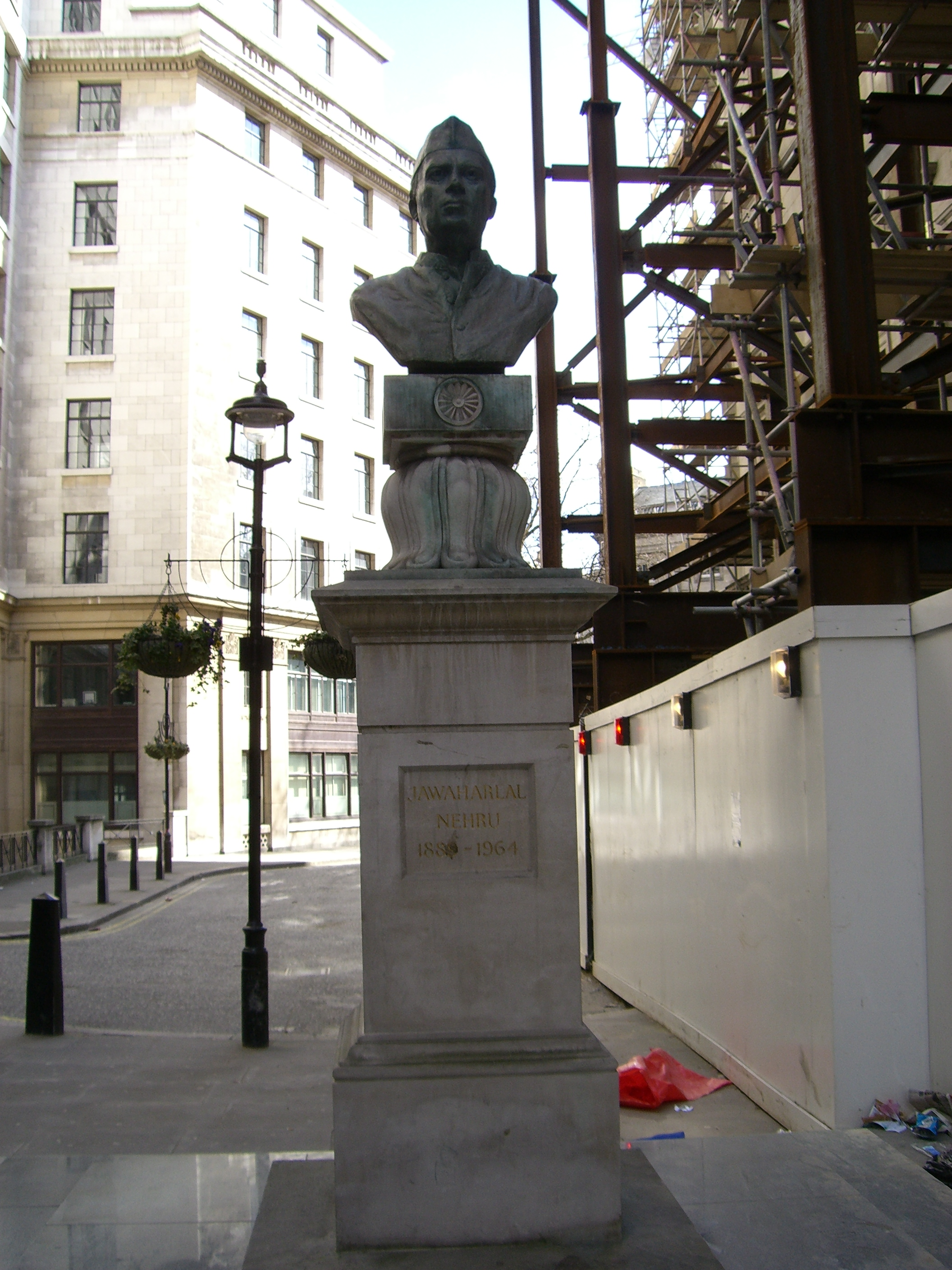
在倫敦的尼赫魯紀念雕像

第一次世界大戰爆發後，受過良好教育的印度人在看到不列顛帝國統治者受到打擊並不感到遺憾，而政府中的印度上層階層站在三國協約的一邊。尼赫魯承認，他對戰爭充滿了困惑。弗蘭克·莫拉斯 寫道，「尼赫魯對法國同情和敬佩」。尼赫魯反對不列顛政府在印度通過的審查制度。

### 繼承甘地
1916年尼赫鲁在国大党年会上第一次遇见甘地。甘地坚持争取印度独立运动对他有很大影响，他和国大党的关系日益密切。

### 不合作運動（1920–1927年）
1921年国大党被英国当局宣布为非法，尼赫鲁第一次被捕入狱。1923年和1927年，尼赫魯兩次擔任國大黨總書記，曾到印度各地視察，認識到農民貧困的處境。1927年尼赫鲁访问義大利、法國、英國、德國和蘇聯，結交了法國作家羅曼·羅蘭和美國人民自由聯盟領導人鮑德溫等知名人士。並且在蘇聯受到熱烈歡迎，並因為見識到蘇聯的進步而開始对马克思主义和社会主义制度开始感兴趣。1929年，尼赫鲁当选国大党主席，宣布党的主要目标是争取印度完全独立。以后他8次被捕，先后住狱9年。在狱中他仍然研究马克思主义，撰写书籍。1932年，尼赫鲁因发动不合作运动和甘地一起被捕。

### 基本權利與政策（1929年）
尼赫魯於1929年起草了國大會的政策。他宣布國大會的目標是宗教自由和思想自由；法律面前人人平等，不分種姓，膚色，信仰或宗教；保護地方語言和文化，維護勞動者的利益。
1931年，這些政策於卡拉奇舉行的國會黨代表大會批准。

### 印度獨立運動（1930年代後）
1936年，他的妻子因肺炎在瑞士去世。1940年再次和甘地一起被捕。1942年国大党通过要求英国撤离印度的决议，他又一次被捕。1947年印度独立，尼赫鲁任总理，直到他去世。
1941年甘地曾說：有些人以為我跟尼赫魯已經漸漸疏遠，那是因為我跟他早已經成為夥伴，並且使得尼赫魯以後繼承我的地位，而不是查克拉帝那·拉賈哥帕拉。

## 印度首位總理

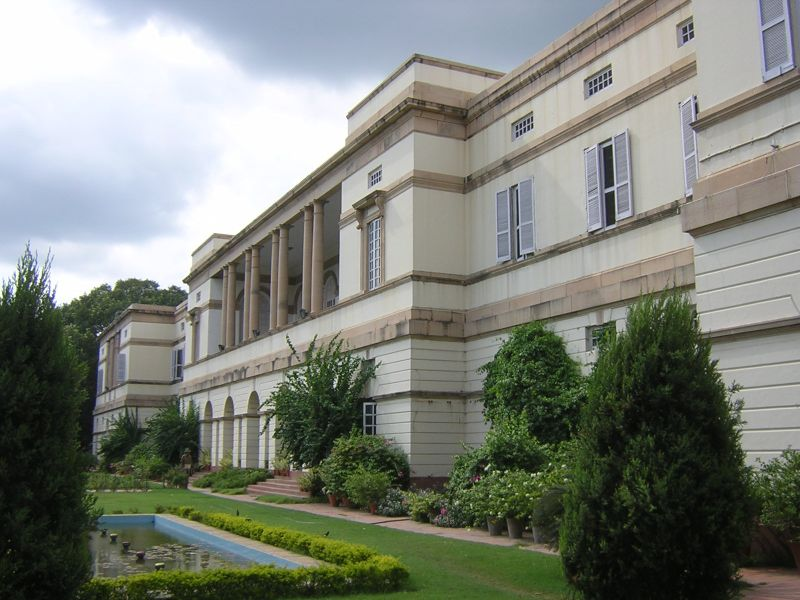
尼赫魯在當總理時所住的居所，在尼赫魯死後被開闢成他的紀念博物館

1947年8月15日的子夜成為第一任首相的尼赫魯在國會宣布印度獨立並發表演說：「在很久以前我們曾經和命運有過約定，現在履行誓言的時刻已經到來，雖然說並不完全但卻是非常實質的。當午夜鐘聲響起全世界都還在沉睡的時候，印度將甦醒並迎接生命與自由。」
雖然甘地曾強調要以印度的傳統手工紡織業建立起印度的經濟實力，然而留英的尼赫魯並不同意這樣的經濟構思。他認為印度要富強必須依靠強大的工業實力和高素質人才。資源集中（像是鐵和電力）的現代工業生產和相應的都市發展才能解決失業問題。
尼赫魯有許多配套方案來安置（或合理化）工業化的種種措施。為尼赫魯設計這套方案的是經濟總工程師馬哈那魯畢師。他主張印度工業化的性格必需是勞力密集而不是資本密集，如果印度龐大的勞力無法安置妥當，那麼都市化造成的混亂會不可收拾。因此，馬哈那魯畢師第一個經濟條款便是在失業嚴重的鄉村地區建立勞力密集的工作站（大工業基地），以便防阻大量的鄉村失業人口往幾個工業中心移動，稱為「公有生產計劃工業」（the common production programme industry)。
作为费边社会主义的信徒，尼赫鲁仿效蘇聯的計畫經濟，在印度实行一种基本为资本主义混合社会主义计划经济成分的经济政策，仿照苏联实行五年计划，然而不太成功。尼赫鲁当政时期印度的经济增长平均每年为4%，超过当时美国和其他新独立国家的经济增长速度，但不如西欧和其他社会主义国家的增长速度，因而被西方人士戲稱為“尼赫魯式增長”。不過同時尼赫鲁强调对贫民和流浪者给予必要的社会关怀，所以在印度人民中威信很高。
在政治体制上，尼赫鲁仿照英国体制，建立了司法、议会、政府和教育系统。他对内政策的四大原则是：民主、社会主义、团结和世俗主义。
尼赫魯也致力於改變不合乎時代的傳統。由於據印度教的主體婆羅門教義，妻子的主要目的是輔佐丈夫一生順遂、長命百歲，而不幸亡逝丈夫的寡婦則喪失傳統賦予她的地位認同，包括失去財產的繼承與應有的尊敬，尼赫鲁领导改革了古代印度民法，試圖维护寡妇的财产继承权。亦推動改革印度教，从法律上取消种姓制度，盡管表面上取消種姓制度，但成效不彰，礙於印度社会發展不均的問題，種姓制度依然已不成文的形式普遍存在著，尤其是在鄉村及貧窮的地區裡。
1962年中印战争后，尼赫鲁因不甘印军战败，心情变得抑郁寡欢，身体健康状况渐渐下降，更曾有过中风，最后于1964年5月27日死于心脏病发作，终年74岁。他的葬礼在5月28日举行，全国众多人民来到新德里送别这位开国总理，尼赫鲁的骨灰在6月8日洒进恒河。

## 留予後世的影響

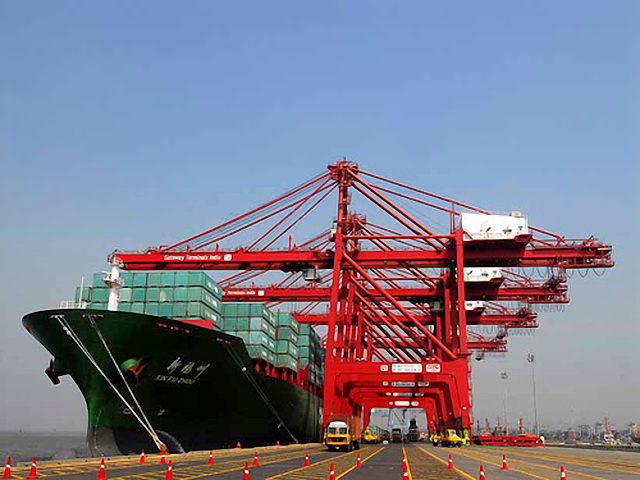
搭載龐大吞吐量的尼赫魯港

雖然在諸多改革上到最後幾乎都以失敗告終，然而身為印度第一任總理和外交部長，同時重視人才的培養，尼赫魯依然為印度留下許多沿用至今的制度和政治體系，他建立小學義務教育，同時也發展高等教育，有些已經發展成為世界知名的機構，如：全印醫學中心、以他為名的賈瓦哈拉爾·尼赫魯大學、印度理工學院和印度管理學院等。
作為一位民族主義者，尼赫魯同時試圖在這個之前為英國統治下多種語言宗教與地域文化的新國家統一文字和語言，因此他的實行上在政策中建立了許多圖書館、文學學院與文學翻譯中心，他也組織並翻譯地域上的用語，想要在許多系統上做單一的統合，尼赫魯曾警告說：要不整合，要不就滅亡衰退。

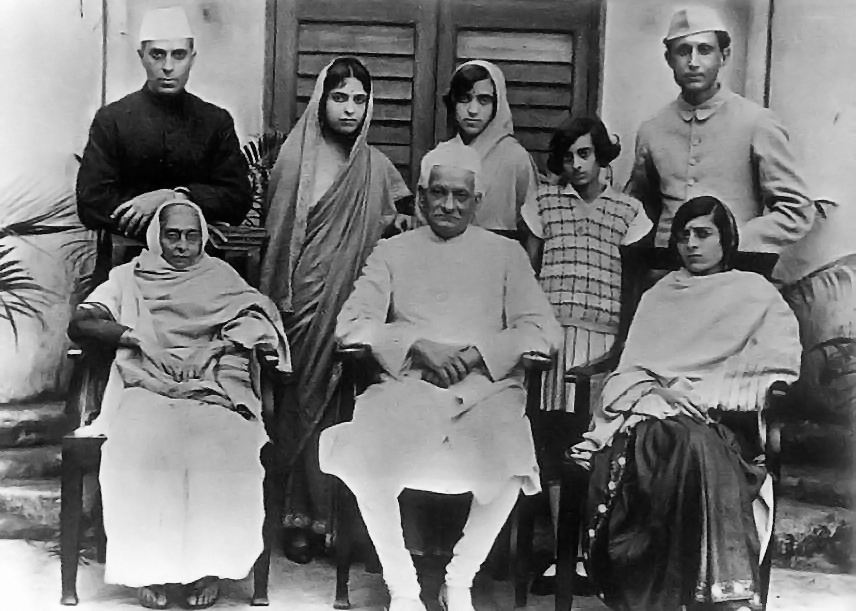
尼赫魯家族，最左上方是尼赫魯，右上左二是日後的第一位印度女性總理英迪拉·甘地

尼赫魯的影響力使得印度不論在哪裡均能看到他的影子。在印度國會上，許多印度政治家時常模仿他的樣子或姿態：在寶萊塢影视作品中，不時會有描述他或暗喻他的桥段，还有許多关于他的紀念片。在首都新德里，尼赫魯國立大學是最著名及享有榮譽的大學；而尼赫鲁的穿著和打扮也在印度北部流行，時常可以在路邊看見，同時還有以他命名的尼赫魯夾克。大量的公共建設、紀念公園甚至博物館等都以尼赫鲁命名。近年在孟買附近新建的以他命名的港口承载了孟買龐大的吞吐量。而尼赫魯家庭的成员亦接續參政，其女兒英迪拉·甘地往後也成為印度總理。尼赫鲁家族至今对印度国民大会有着巨大影响，拉胡尔·甘地仍是其主要领导人之一。

## 意識形態

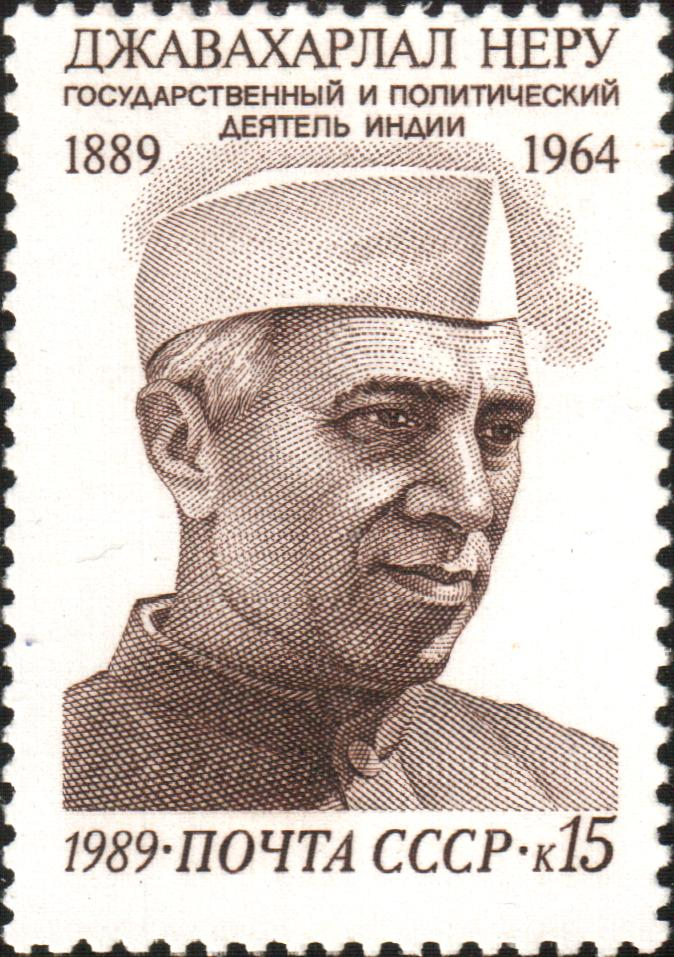
尼赫魯出現在1989年的蘇聯紀念郵票上

尼赫鲁坚决反对殖民主义，是不结盟运动和和平共处五项原则的创始人之一。他試著以第三世界以及中國、印尼等新興國家為陣營強調獨立自主突破二極格局，然而隨著跟中國的利益不同（主要是西藏，喀什米爾及領土問題）以及在随后引发的1962年中印战争中战败，與巴基斯坦的戰爭也導致美國介入，不結盟運動的構想漸漸失去其效力，尼赫魯本身也遭質疑其過度靠攏蘇聯，因此後期不結盟運動也隨著時間漸漸地破滅了。
因為反對殖民主義的關係，他厭惡西方國家，偏袒親近蘇聯和中國，他在中華人民共和國建國後直接給予承認，且在中共军队进驻西藏的時候並未做出譴責，而他武力收服葡屬印度，遭到西方國家的批評與仇視（如北約、英國和葡萄牙），認為其標準不一，後來又因與中共军队进驻西藏後發生領土問題引發中印战争而戰敗，被西方人士諷刺他的對外政策不結盟運動是建築在理想的烏托邦上。不過儘管跟西方國家的關係並不好，西方國家對尼赫魯的評價卻普遍依然良好，尤其是在尼赫魯死後。虽然尼赫魯不是位完美的政治家，但他對民主價值與平等階級關係的重視與追求，使得他和西方價值上的意識型態相當接近，因而時常為人稱道。
雖然在他的著作中《印度的發現》提到他厭惡民族主義，認為是狹隘阻礙進步的觀念，然而尼赫鲁的行為依然有强烈大印度國家主义及民族主義倾向，因此也持擴張主義的观点。他在《印度的發現》第五十七頁中提到印度不能只能做二等國家，一定要成為世界的領導者，否則寧可消失。当印度独立时，英国殖民当局将印度划分为巴基斯坦、克什米尔和印度三部分。尼赫鲁当政后，立即和巴基斯坦展开争夺克什米尔的战争，最后以各自占领一部分结束，此后仍然因此发生多次印巴战争。他以武力收復印度境内的葡萄牙殖民地果阿、达曼-第乌。

## 逸聞

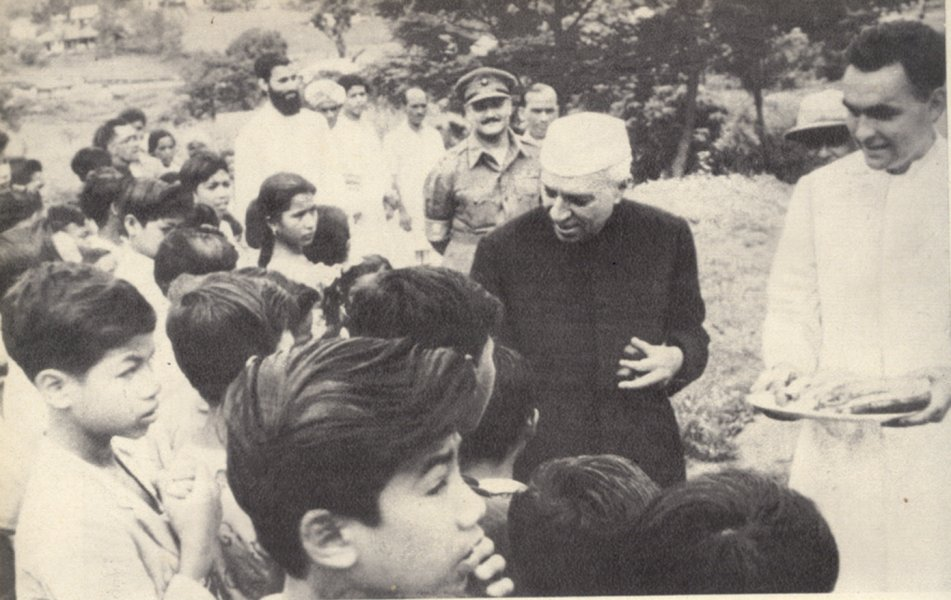
尼赫魯發放糖果給兒童

印度将尼赫鲁的生日11月14日定为儿童节，以纪念他对儿童的关怀。
1937年加尔各答的《现代评论》上曾发表过一封化名作者的来信，警告国大党成员提防主席尼赫鲁，声称他有“独裁的倾向”，在他“变成凱撒”以前要对他进行严格的审查。许多年以后证实，这封信是尼赫鲁自己写的。
因為學歷和留學英國的關係，尼赫魯曾開玩笑說自己是最後一個統治印度的英國人。

## 格言

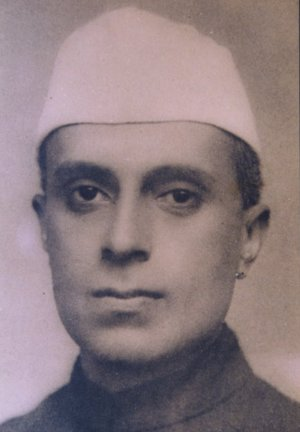
尼赫魯

- 「印度是不能在世界上扮演二等角色的，要麼做一個有聲有色的大國，要麼就銷聲匿跡。」
- 「光明正大的政治目標，要以光明正大的手段來完成。」
- 「逢惡報以善，用德報以怨。」
- 「成人利用一種奇怪的方式將自己納入某種群體中。他們會構築某種障礙……可能是宗教、地位、膚色、黨派、國家、省籍、語言、風俗習慣，以及貧富的分界等。因此他們是活在自己所建築的監牢內。」
- 「當我們去舊迎新，當一個時代結束，當久經壓抑的民族靈魂開始發聲，便是史上千載難逢的時機來臨。」
- 『真誠地信任人民，把心交給人民，虔敬地領受人民付出的心，不敢操弄欺騙並懷抱感激努力回饋』
- 「對一個人或一個國家而言，最了不起的天賦是無畏，那不是全然的血氣之勇，而是打從心裏沒有恐懼。」
- 「凡以權力表現愛的人，就不是真正的愛。」
- 「人生是一場牌局，拿什麼牌，是命中注定；如何出牌，操之在己。」

## 對日本的評價
根據尼赫魯所著《印度的發現》，在日俄戰爭中日本作為一個亞洲的黃種人國家打敗了帝國主義列強的俄羅斯，給了長期以來被西方殖民者欺壓的亞洲人們看見了希望。二戰中面對日本军队进攻馬來西亞，大英帝国却以惊人的速度崩溃了，人们对于一股拥有悠久历史的欧洲殖民势力被一个亚洲国家的武力所摧毁这一事实，却有一种快意。对英国人而言，在印度战场的军队迅速崩溃的事实已经难以接受，而被一支来自东方的力量战胜这一点更增加了这种痛苦和耻辱（对东方亚细亚人的歧视心态在英国是很明显的）。英國首相温斯顿·丘吉尔曾经说过，他宁愿英國戰艦“威尔斯亲王”号和“击退”号被德国人击沉，也不愿被黄皮肤的日本人击沉。

## 與中國的關係
尼赫魯在中印戰爭前對中國的態度一直非常友好。中華人民共和國成立後，尼赫魯代表印度率先承認中國政府的合法地位，以及在第二年與中國建交。印度成為了最早承認中華人民共和國及與其建交的非社會主義國家之一，更在不結盟運動的萬隆會議中親自邀請中華人民共和國總理周恩來參與並在會議時一同給予鼓勵。尼赫魯不理會西方的反對，保持與中共的接觸，更未反對解放軍進入西藏。
但尼赫魯政府為了削弱中國，接收了當時離開中國的達賴喇嘛流亡並常住印度，惡化了中印關係。更重要的是，尼赫魯認為麥克馬洪線以南區域（中方认定的藏南），應是印度領土的一部份，中國的領土要求不合法，中印边界战争（中方称“中印邊境自衛反擊戰”）最後印軍慘敗，後中國解放军主動撤軍到喜马拉雅山脉以北。

## 著作
- 《印度的发现》（全两册），中文版1956世界知识出版社
- 《尼赫鲁自传》，中文版1956世界知识出版社
- 《尼赫鲁家书》，中文版1993河南人民出版社
- 《尼赫鲁世界史》，中文版2016中信出版社

## 評價
尼赫魯是一位偉大的人...尼赫魯給許多人一個其他印度人無法企及和達到比他更成功的印象。——以赛亚·伯林
美國前總統在《領導者》一書中這樣評價尼赫魯：「才華出眾，目空一切，貴族氣息重，高傲自負」，「有時還咄咄逼人，毫不掩飾地流露出強烈的優越感」，「尼赫魯具有貴族風度。他的英語，無論是書面的還是口語，也都是無可挑剔的、嚴謹的」。

## 外部鏈接
- （中文）.   [2010-06-24]. （原始内容存档于2011-11-26）.
- （中文）.   [2010-06-24]. （原始内容存档于2020-05-31）.
- 尼赫魯幼年求學接觸費邊社 （页面存档备份，存于）
- （中文）1942蔣介石訪印揭露 （页面存档备份，存于）
- （中文）尼赫魯的中印邊界戰爭[]
- （中文）現代印度的奇怪崛起（六） （页面存档备份，存于）
- （中文）萬隆會議與尼赫魯[]
- （中文）尼赫魯的意思

| 官衔 | 官衔                                 | 官衔                     |
| ---- | ------------------------------------ | ------------------------ |
| 首任 | 印度總理 1947年8月15日—1964年5月27日 | 繼任： 夏斯特里 （代理） |